# Acantheae
- Commons
- Wikispecies

Acantheae é uma tribo da família botânica Acanthaceae, subfamília Acanthoideae.

## Gêneros
Acanthopsis - Acanthus - Achyrocalyx  - Aphelandra - Blepharis - Crossandra  - Crossandrella - Cynarospermum - Cyphacanthus - Encephalosphaera - Geissomeria  - Holographis - Neriacanthus - Orophochilus  - Rhombochlamys - Salpixantha - Sclerochiton - Stenandrium - Streptosiphon - Strobilacanthus  - Xantheranthemum